# Cleora injectaria
Cleora injectaria är en fjärilsart som beskrevs av Walker 1860. Cleora injectaria ingår i släktet Cleora och familjen mätare. Inga underarter finns listade i Catalogue of Life.

## Bildgalleri

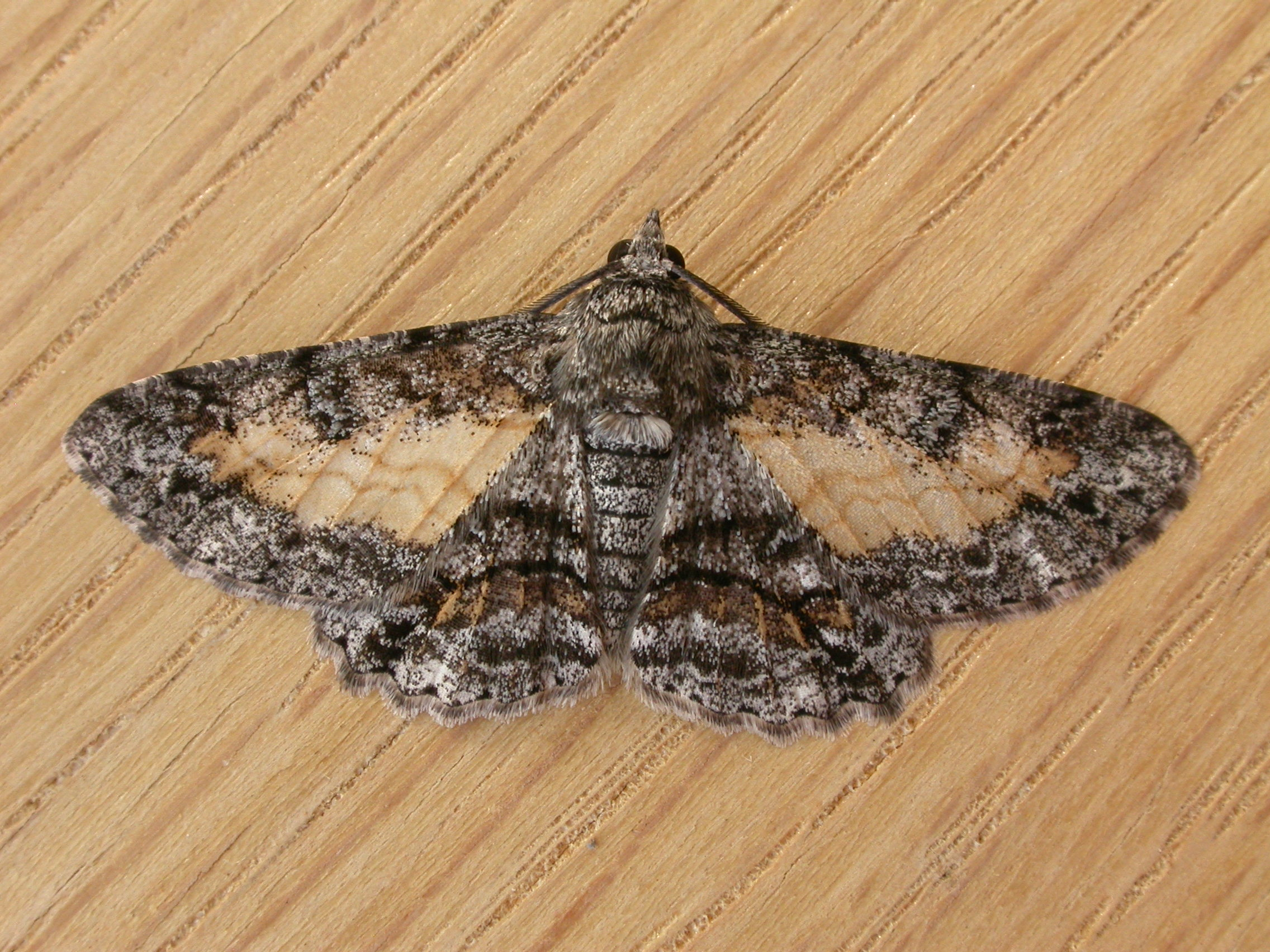
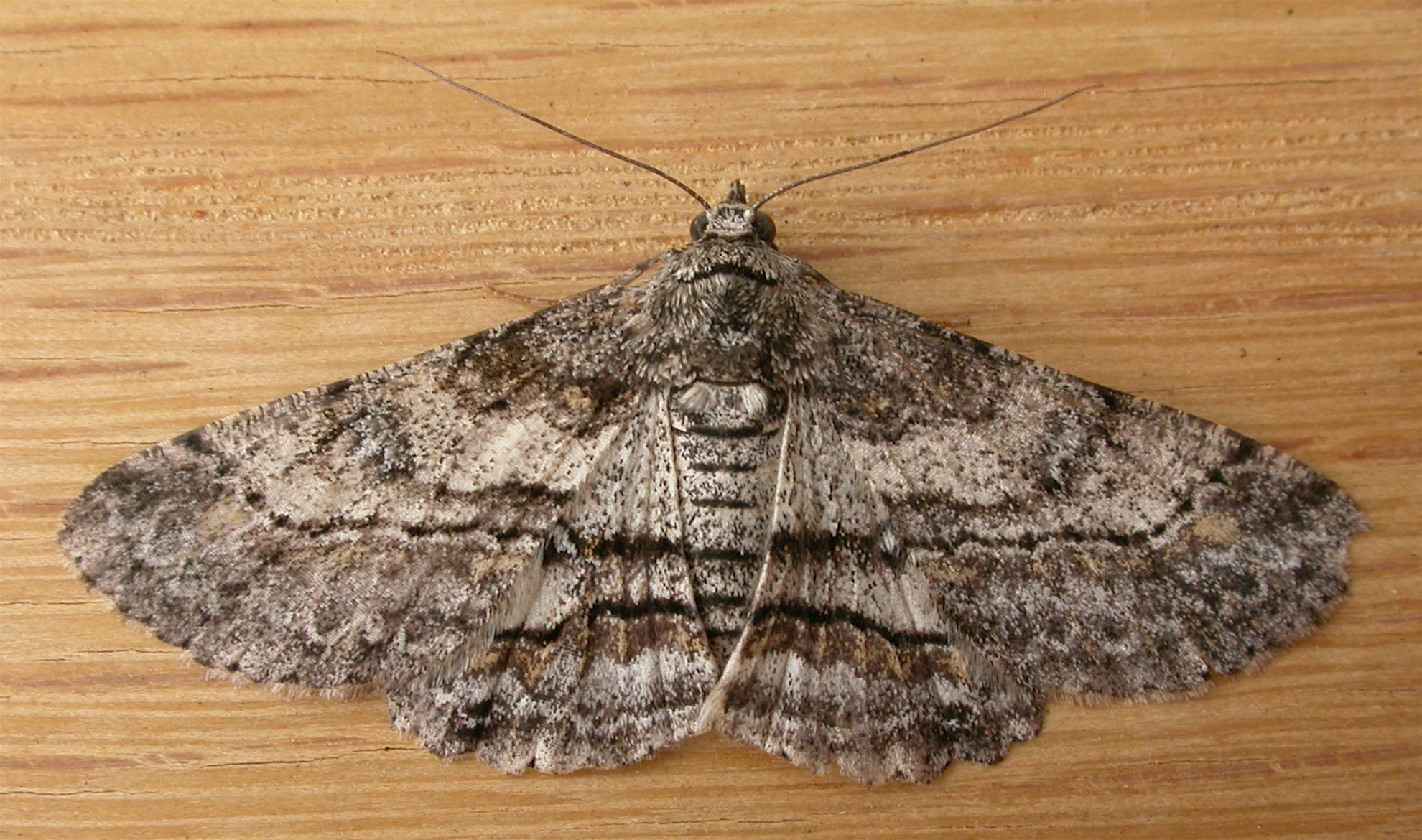